# IC 2933
IC 2933 — галактика типу SBab () у сузір'ї Велика Ведмедиця.
Цей об'єкт міститься в оригінальній редакції індексного каталогу.